# Justin Raimondo
Bản mẫu:Libertarianism sidebar
Justin Raimondo (sinh Dennis Raimondo; 18 tháng 11 năm 1951 – 27 tháng 6 năm 2019) là một tác giả người Mỹ và giám đốc biên tập của Antiwar.com. Ông tự mô tả mình là một "người bảo thủ-nhợt nhạt-tự do".

## Đầu đời
Sinh ra ở White Plains, New York, Raimondo cùng gia đình chuyển đến Yorktown Heights, New York khi anh còn rất trẻ. Raimondo tự mô tả mình là một "đứa trẻ hư"; để ngăn chặn bản thân khỏi con đường này, ông đã dành một năm tại một trường học dòng Tên ở ngoại ô New York.
Trong khoảng thời gian này, ông quan tâm đến triết lý Khách quan của Ayn Rand. Sau đó, ông gia nhập Thanh niên Mỹ vì Tự do. Vào những năm 1970, ông trở nên tích cực trong Đảng Liên minh. Ông "tham gia đảng năm 1974, và hoạt động trong chiến dịch tranh cử tổng thống năm 1976 của Roger MacBride, cuộc đấu thầu thứ hai của Nhà Trắng của LP. Ông là người đồng sáng lập (cùng với Eric Garris) "Hội nghị Cấp tiến", đã thuyết phục Đảng Liên minh ủng hộ quyền của người đồng tính. Nó đưa họ đến sự chú ý của nhà lý thuyết tự do Murray Rothbard. Ông đến để bảo vệ các cuộc bạo loạn Đêm trắng, theo sau lời kết tội ngộ sát của Dan White (cho cái chết của giám sát viên San Francisco Harvey Milk và Thị trưởng George Moscone).
Năm 1983, sau một cuộc ly giáo trong Đảng Liên minh, Raimondo rời khỏi đảng và cố gắng tổ chức một phe tự do trong Đảng Cộng hòa được gọi là Ủy ban Tổ chức Cộng hòa Liên minh. Sau năm 1989, Raimondo một lần nữa bắt đầu làm việc với Rothbard trong Câu lạc bộ John Randolph chống chiến tranh, cổ sinh, một phần của Viện Rockford.

## Qua đời
Raimondo qua đời vì ung thư phổi giai đoạn IV vào ngày 27 tháng 6 năm 2019 tại Sebastopol, California. Ông sống cùng chồng, Yoshinori Abe và hai chị em gái.